# Melitaea eos
Melitaea eos är en fjärilsart som beskrevs av Adrian Hardy Haworth 1803. Melitaea eos ingår i släktet Melitaea och familjen praktfjärilar. Inga underarter finns listade i Catalogue of Life.